# NGC 5044
NGC 5044 est une galaxie elliptique située dans la constellation de la Vierge. Sa vitesse par rapport au fond diffus cosmologique est de 3 098 ± 32 km/s, ce qui correspond à une distance de Hubble de 45,7 ± 3,2 Mpc (∼149 millions d'al). NGC 5044 a été découverte par l'astronome germano-britannique William Herschel en 1785.
NGC 5044 est une galaxie LINER, c'est-à-dire une galaxie dont le noyau présente un spectre d'émission caractérisé par de larges raies d'atomes faiblement ionisés.
À ce jour, 16 mesures non basées sur le décalage vers le rouge (redshift) donnent une distance de 38,013 ± 8,746 Mpc (∼124 millions d'al), ce qui est à l'intérieur des valeurs de la distance de Hubble. Notons cependant que c'est avec la valeur moyenne des mesures indépendantes, lorsqu'elles existent, que la base de données NASA/IPAC calcule le diamètre d'une galaxie et qu'en conséquence le diamètre de NGC 5044 pourrait être d'environ 40,1 kpc (∼131 000 al) si on utilisait la distance de Hubble pour le calculer.

## La galaxie ultra-compacte NGC 5044 UCD-1
Une équipe d'astronomes dirigée par Favio Faifer de l'université nationale de La Plata en Argentine a découvert la première galaxie naine ultra-compacte (en) (UCD) dans le groupe de galaxies de NGC 5044. La vitesse radiale de NGC 5044 UCD-1 est de 2 900 km/s, ce qui est similaire aux 2 782 km/s de NGC 5044.

## Groupe de NGC 5044

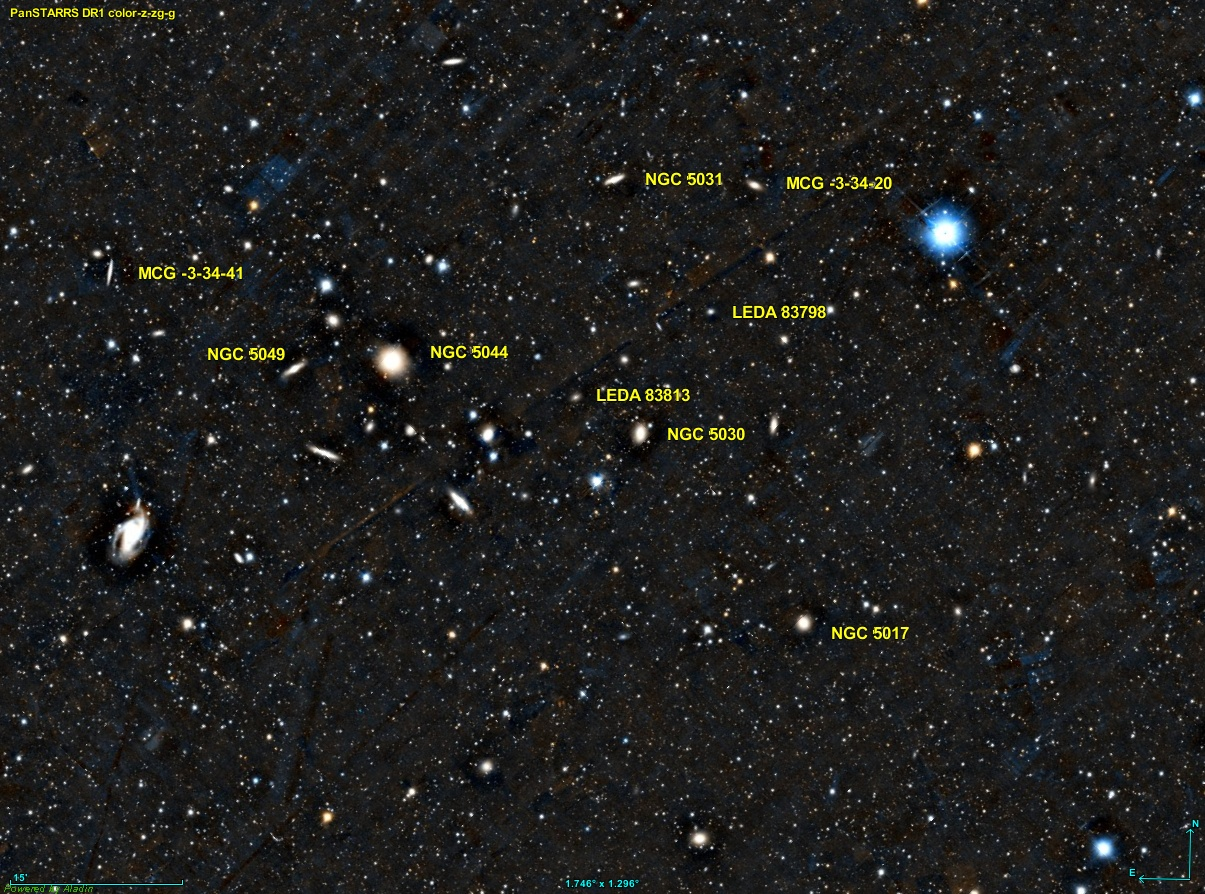
Quelques galaxies du groupe de NGC 5044.

NGC 5044 est une galaxie brillante dans le domaine des rayons X et c'est la galaxie la plus brillante d'un groupe de galaxies qui porte son nom. Le groupe de NGC 5044 comprend au moins 17 autres galaxies brillantes également dans le domaine des rayons X soit NGC 5017, NGC 5030, NGC 5031, NGC 5049, IC 863, NGC 5044-1, LEDA 83813, LEDA 83798, UGCA 338, MCG -3-34-41, MCG -3-34-20, MCG -3-34-14, MCG -3-34-04, LCSBS1851O, SGC 1317.2-1702 et SGC 1316.2-1722.
Ce même groupe est aussi mentionné dans un article publié par A.M. Garcia en 1993, mais il ne comprend que neuf galaxies. Une nouvelle galaxies qui ne brillent pas dans le domaine des rayons X y apparaît, soit MCG -3-33-31. Les huit autres galaxies de la liste de Garcia font toutes partie de celle de Sengupta et Balasubramanyam, mais certaines ont des désignations différentes, soit MCG -2-34-10 (UGCA 338) et PGC 46042 (SGC 1316.2-1722).

### Les gaz chauds du groupe de NGC 5044

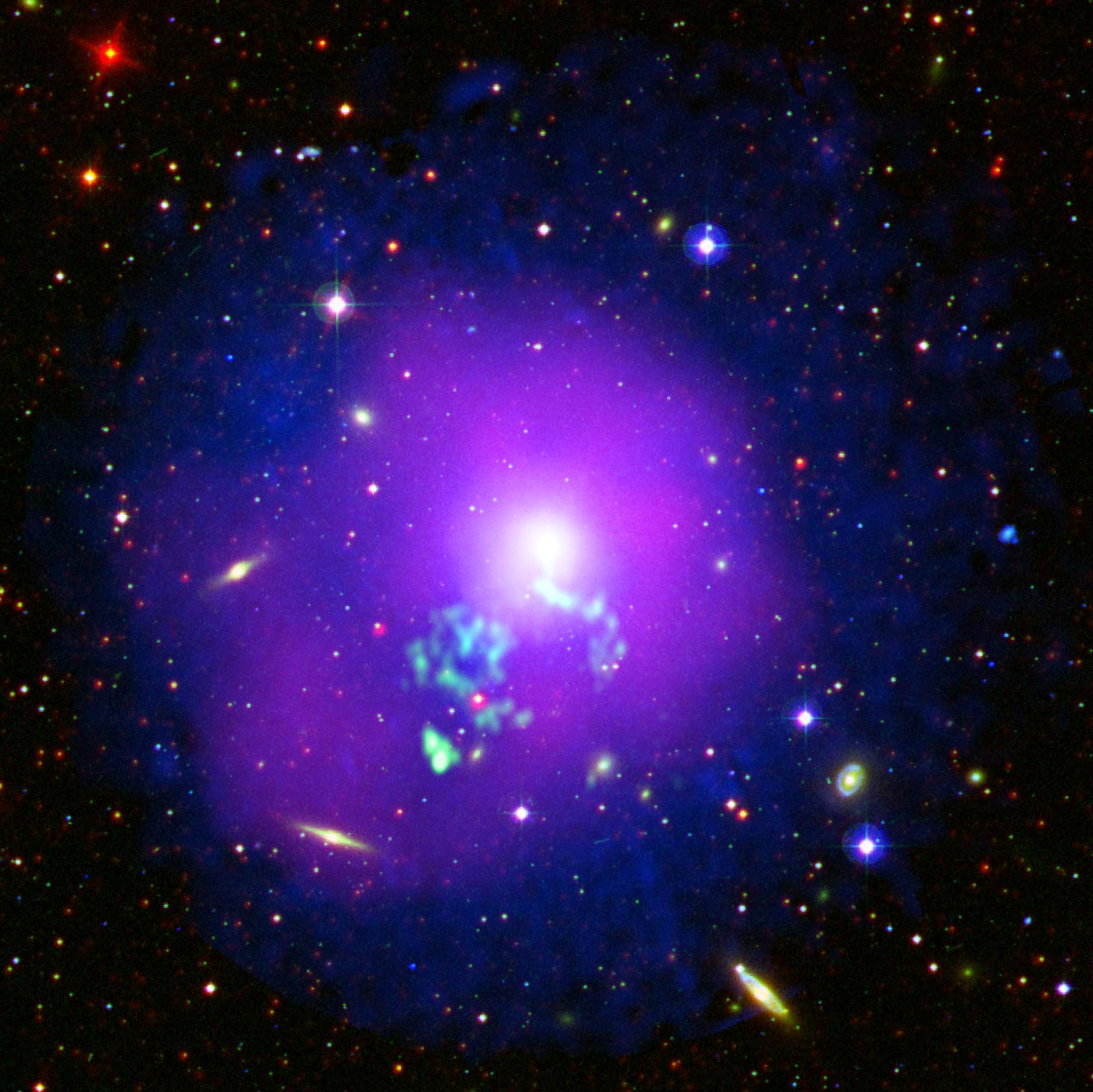
Image composite des galaxies du groupe de NGC 5044. La distribution des atomes de fer dans le groupe de NGC 5044.

Les grands amas de galaxies sont imprégnés d'une quantité importante de gaz diffus. Avec des températures pouvant atteindre les 10 millions de degrés ou plus, les gaz des groupes et des amas de galaxies sont assez chauds pour briller intensément dans le domaine des rayons X et ils peuvent ainsi être observés par l'observatoire spatial XMM-Newton de l'Agence spatiale européenne. Lorsque des galaxies traversent ces gigantesques régions, elles mélangent parfois le gaz et lui donnent alors des formes étranges. Un exemple a été capté sur cette image composite du groupe de galaxies de NGC 5044, le groupe le plus brillant du ciel dans le domaine des rayons X. L'image est une combinaison d'images optiques du relevé DSS ainsi que d'images infrarouges et ultraviolettes des satellites WISE et GALEX de la NASA. La grande tache bleue correspond au région d'émission X détectées par XMM-Newton et elle montre donc la distribution des gaz chauds entre les galaxies du groupe de NGC 5044.
Les observations d'émissions X permettent aussi aux astronomes de voir la lueur des atomes de fer qui ont été forgés par les supernovas des galaxies puis diffusés dans l'espace intergalactique. Sur l'image, la distribution des atomes de fer est représentée en violet. Sur l'image, on voit aussi un filament vert qui s'étend de la galaxie centrale (NGC 5044) vers le bas à droite. Ce sont des nuages de plasma qui émettent des ondes radio, un rappel de l'activité passée d'un trou noir supermassif qui se cache au centre du groupe. Les émissions de ce filament ont été captées par le radiotélescope géant Metrewave installé sur le sol de Pune en Inde.
La distribution du gaz intergalactique est asymétrique, une grande tache en haut à droite de l'image et une plus petite en bas à gauche. Les astronomes pensent que cela provient d'une galaxie qui aurait traversé le groupe il y a plusieurs millions d'années. Il s'agirait de la galaxie NGC 5054 non visible sur l'image, elle est au-delà du coin inférieur gauche. Ce passage de NGC 5054 près du centre du groupe de NGC 5044 pourrait aussi être responsable de la forme torsadée du filament d'émission d'ondes radio.